# Picross e
Picross e est une série de jeux vidéo de picross développés par Jupiter pour l'eShop de la 3DS. Ils sont vendus uniquement au format dématérialisé au prix de 5 € en Europe, 500 ¥ au Japon et 5 $ en Amérique du Nord.   
La série Picross S est ensuite lancée afin de sortir sur la boutique de la Nintendo Switch.  

## Liste des titres

### Picross e
Le premier opus de la série Picross e, sort le 27 juillet 2011 au Japon, le 6 septembre 2012 en Europe, et le 13 juin 2013 en Amérique du Nord. Le jeu propose 150 puzzles répartis sur 2 modes de jeux, le mode normal, où chaque erreur ajoute une pénalité au chronomètre, et un mode libre où les erreurs ne sont pas corrigées,,.

### Picross e2
Le second opus de la série sort le 28 décembre 2011 au Japon, le 24 janvier 2013 en Europe et le 25 juillet 2013 en Amérique du Nord. Le jeu ajoute 150 nouveaux puzzles ainsi qu'un nouveau mode de jeu, les Micross. Ce mode contient 5 Micross, qui sont en fait des grilles géantes au format 80x80, divisées en plusieurs grilles classiques de 10x10,,,.

### Picross e3
Troisième opus de la série, il sort le 12 juin 2013 au Japon, le 14 novembre 2013 en Europe et le 3 octobre 2013 en Amérique du Nord. Le jeu ajoute une nouvelle fois 150 nouveaux niveaux ainsi qu'un nouveau mode, le mode Méga-Picross. Ce sont 30 niveaux dont la logique est revue, contrairement aux habitudes un chiffre peut représenter des cases présentes sur deux lignes ou colonnes.

### Picross e4
La série continue son expansion avec un quatrième opus, il sort le 20 novembre 2013 au Japon, le 22 mai 2014 en Europe et le 1er mai 2014 en Amérique du Nord. Encore une fois ce sont 150 nouveaux niveaux et un nouveau type de grille, les grilles 20x15, ainsi que le retour des Micross et des Méga-Picross,.

### Picross e5
La série continue sa croissance avec un cinquième épisode, il sort 11 juin 2014 au Japon et le 13 novembre 2014 en Europe et en Amérique du Nord. Toujours 150 nouveaux puzzles, reprenant les modes 20x15, Micross et Méga-Picross des épisodes précédents.

### Picross e6
Sixième épisode de la série Picross, il sort le 24 décembre 2014 au Japon, le 30 juillet 2015 en Europe et le 6 août 2015 en Amérique du Nord. Cette fois-ci, ce sont 300 nouveaux niveaux qui sont ajoutés, en effet tous les Picross sont ici, aussi jouables en mode Méga-Picross (sauf les puzzles au format 20x15). Le mode Micross est toujours présent avec 3 nouvelles grilles.

### Picross e7
Le septième jeu de la série sort le 27 avril 2016 au Japon, le 15 décembre 2016 en Europe et le 22 décembre 2016 en Amérique du Nord. Ce sont cette fois encore 300 nouveaux Picross et Méga-Picross qui sont ajoutés, avec cette fois les grilles au format 20x15 qui sont disponibles dans le mode Méga-Picross. Le mode Micross se voit une nouvelle fois ajouter 3 nouveaux puzzles.

### Picross e8
La série Picross e fait de la résitance avec un huitième épisode, il sort le 20 décembre 2017 au Japon, le 20 janvier 2018 en Europe et le 21 décembre 2017 en Amérique du Nord. Encore une fois ce sont 300 nouveaux niveaux qui sont ajoutés, en reprenant les mêmes modes que l’épisode précédent.

### Picross e9
Dernier épisode de l'épopée 3DS, il est le seul jeu de la série Picross e à être exclusif au Japon. Il sort le 8 août 2018. 300 nouveaux niveaux sont répartis entre les modes Picross, Méga-Picross et Micross.